# Platycheirus flavipes
Platycheirus flavipes är en tvåvingeart som först beskrevs av Szilady 1940.  Platycheirus flavipes ingår i släktet fotblomflugor, och familjen blomflugor. Inga underarter finns listade i Catalogue of Life.